# Jarosław Pijarowski
Jaroslaw Pijarowski, né le 18 décembre 1971 à Bydgoszcz, est un artiste expérimental, plasticien, poète, écrivain, performeur, musicien, compositeur, avant-gardiste polonais. Pijarowski est le fondateur de la Création théâtrale (Teatr Tworzenia (pl)).
Il crée de la musique contemporaine, de la poésie, des photographies, des beaux-arts et des spectacles de théâtre-musique.
Il a commencé sa carrière artistique en 1989, à Bydgoszcz, en Pologne. Il a travaillé avec Andrzej Przybielski  Michael Ogorodov Gong groupe, Józef Skrzek (SBB), Tim Sanford, Magdalena Abakanowicz, Franciszek Starowieyski (pl), Xavier Bayle, Jorgos Skolias, Marek Piekarczyk (pl) bande de TSA, W. Komendarek, J. Marszałek, Mariusz Benoit, Adam Ferency, Daniel Olbrychski, Derek Jacobi…

## Mises en scène récentes et spectacles
- Zamek dźwięku (Le Château du sonorité) (2011), un spectacle théâtral et musical monumental (avec J. Skolias, L. Goldyszewicz, S. Ciesielski, Tim Sanford, Ł. Wodyński…)[3],[4],[5],[6].
- Terrarium (2012) un oratorio avant-année avec Józef Skrzek, E. Srzednicka et choriste[7],[8].
- Album Rodzi Inny (2012) avec K. Toczko[9]…
- Fukushima (2013), une performance musicale avec E. Srzednicka, S. Ciesielski et beaucoup d'autres.
- Martwa Natura – Live (2013) avec W. Komendarek, E. Srzednicka, S. Ciesielski, M. Milczarek, B. Raatz, W. Knade et le chœur.

## Littérature
- Kalendarz Cieni (1989)
- Usta spękane treścią (1998)[10].
- Wyrok istnienia (1999)
- Usta spękane treścią (1998) version améliorée (ARCANUS)
- OFF - Życie bez dotacji (2015) (ARCANUS & ICB)

## Drame
- Gate 2012/2013 (2012) a radio drama. Adam Ferency, Mariusz Benoit, et de nombreux autres[11],[12].

## Discographie
- 2011 Z archiwum IPN-u (cd) - PRO-VOX.
- 2012 PRO-VOX live (DVD) live enregistrement dans le Golub Dobrzyń.
- 2013 ''Terrarium (2013) (2 CD) Terrarium – Live in Bydgoszcz (pl) & Organ Works -un oratorio avant-année avec Józef Skrzek et plein d'autres[13].
- 2013 The dream Off Penderecki (cd) (2013) avec Józef Skrzek, J. Skolias, T. Osiecki, Daniel Olbrychski, Derek Jacobi, choir, et beaucoup d'autres[14].
- 2014 Człowiek z Wysokiego Zamku (album) (cd) (2014) avec Józef Skrzek, Władysław Komendarek, J. Skolias[15].
- 2014 ''Proteiny (Prawo Ojca) (limited edition – pendrive) avec Marek Piekarczyk; (Brain Active Records)[16].
- 2015  Requiem dla chwil minionych (cd) (LP) (2015) avec Józef Skrzek (Brain Active Records)[17].
- 2015 OFF - Życie bez dotacji (cd) (2015)[18].
- 2017 Katharsis (A Small Victory) (CD), (Brain Active Records)
- 2019 Living After Life (CD), (Brain Active Records)
- 2020 Pandemonicon (Livre d'artiste, CD), (Brain Active Records)

## Expositions et performances
- Czasoprzestrzeń i pochodne (1994), une exposition (photo-installation) avec de la lumière et du son en Jan Kaja and Jacek Solińskiego Gallery.
- Namioty Dantego (1995) concert, installation, performances (Zamek Książąt Pomorskich – Szczecin (coproduction avec P. Badziąg) starring K. Szymanowski, W. Węgrzyn, Marcin Jahr.
- II Przegląd Fotografii Bydgoskiej (1998) BWA – Bydgoszcz
- III Przegląd Fotografii Bydgoskiej (2000) BWA – Bydgoszcz
- Exhibition & Sound (2001), une exposition de photos avec son et lumière dans the Alix Gallery – Bydgoszcz
- IV Przegląd Fotografii Bydgoskiej (2002) BWA – Bydgoszcz
- Chwile Obecności -1979 – 2004 (2004) un exhibition pour célébrer 25 ans de Jan Kaja and Jacek Soliński - Gallery BWA – Bydgoszcz
- Przegląd Fotografii Bydgoskiej (2004) BWA – Bydgoszcz
- Frozen In Monitoring (2006) performance Hyde Park/Notting Hill – Londres
- Frozen in Monitoring (2006) performance (alentours de Sex Machines Museum) Prague
- AutografExpo et Portrety z autografem (2008) (Muzeum Dyplomacji i Uchodźstwa Polskiego)
- Teatr Rysowania part 1 (2010) Fundacja Les Artes – Toruń (avec Łukasz Wodyński, Xavier Bayle)
- sens 9449 – Grupa Dialogu (2010) concert et performance MCK/Pianola Bydgoszcz
- Dźwięki Mowy – Grupa Dialogu (2010) M.Sankowska, K.Kornacka, J.Pijarowski, L.Goldyszewicz and others – Université de musique F. Chopin Varsovie[19].
- Dźwięki Mowy - Dźwięk Nowy - Xperyment – Grupa Dialogu (2011) M. Sankowska, K. Kornacka, J. Pijarowski, L. Goldyszewicz et d'autres – Université de musique F. Chopin Varsovie
- Teatr Rysowania partie 2 (2011) Zakrzewo (avec Ł. Wodyński, Xavier Bayle)[20].
- Teatr Rysowania partie 3-finale (2011) Centrum Sztuki Współczesnej Toruń (avec Ł. Wodyński, Xavier Bayle, B. Raatz- guitare, sitar)[21],[22].
- Creativeness – 1971-1991-2011 -? (2011) exhibition, performance – Toruń– exposition rétrospective mettant en vedettes J. Pijarowski – L. Goldyszewicz[23].
- Salon Fotograficzny 2011 (2011) exhibition – New York - J. Pijarowski comme l'invité d'honneur, Polsko – Amerykański Klub Fotografika & Konsulat RP dans New York
- Made In Poland (2011), une exposition Golub Dobrzyń.
- PożegnaNieZmózgiem/CISZA - OPENCLOSE Grupa Dialogu & J.Pijarowski, L. Goldyszewicz and others[24].
- Pamięci Andrzeja Przybielskiego (2012), a concert (avec Teatr Performer) et l'exposition Bydgoszcz[25].
- Retrospektywa mała (2013) Łomianki
- Retrospektywa duża (2013) CBR Varsovie
- Magdalena Abakanowicz//Pijarowski The art dimensions (Prologue - Varsovie) (2016) Varsovie[26].
- Pijarowski - dialogues with... - L'ambassade de Pologne de New York (2017) New York
- Identity - exposition rétrospective (1997-2017) Galerie du ZPAP (2017) Gdańsk
- Pijarowski China Tour (2017) "Promenez-vous dans Paris", (Semaine internationale de la poésie de la route de la soie de Xichang), comté de Zhaojue, Lettre à Xichang (W drodze do Xichang Silk Road International Poetry Week), (Xichang Silk Road International Poetry Week) Xichang, "Le goût de la parole", "La voie lactée de la littérature", "La lumière" - Académie Lu Xun, Université normale de Pékin, (Le premier programme d'écriture international) Pékin, "Promenez-vous dans Beijing / Roots Bloody Roots" - Shanghai Writers Association (The First International Writing Association) Shanghai
- Pijarowski 5B Tour - représentation sur la Plaça d'Espanya à Barcelone - (août 2018)
- Pijarowski Saint Tour & Gold Quest part I - performance Malte - (janvier 2019)
- Pijarowski Saint Tour & Gold Quest part II - sessions photo Thaïlande & sessions photo, performance, conférences Cambodge - (février & mars 2019)
- Salle multidimensionnelle - Festival Labirynt 2019 - Francfort et Słubice  (septembre 2019) [27].
- Content Chapped Lips - LIGHT - J.Pijarowski - voix et Maksymilian Kubis (guitare) - Yale Club de New York - USA - (novembre 2019)
- No More War (Give Peace a Chance - tribute to J.Lennon) - performance - Intramuros, Manille - Philippines - (novembre 2019)

## Prix et distinctions
- J. Pijarowski a reçu le prix du nom de Klemens Janicki-"IANICIUS", du fonds de la culture polonaise.
- En 2017, il et Józef Skrzek ont reçu le prix du nom de Tadeusz Micinski - "Feniks"

Galerie
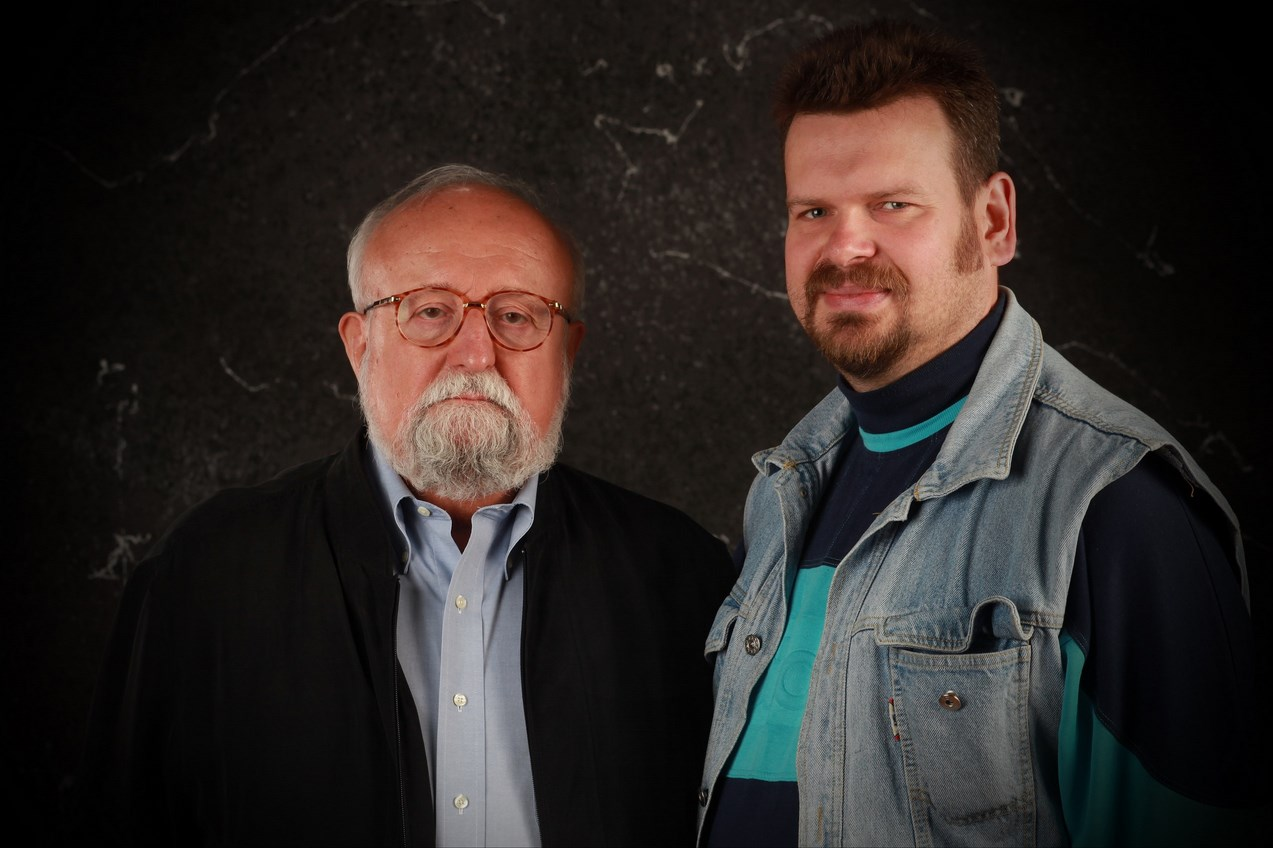
Krzysztof Penderecki & J.Pijarowski - session photo pour l'album The dream Off Penderecki (pl). (2010)
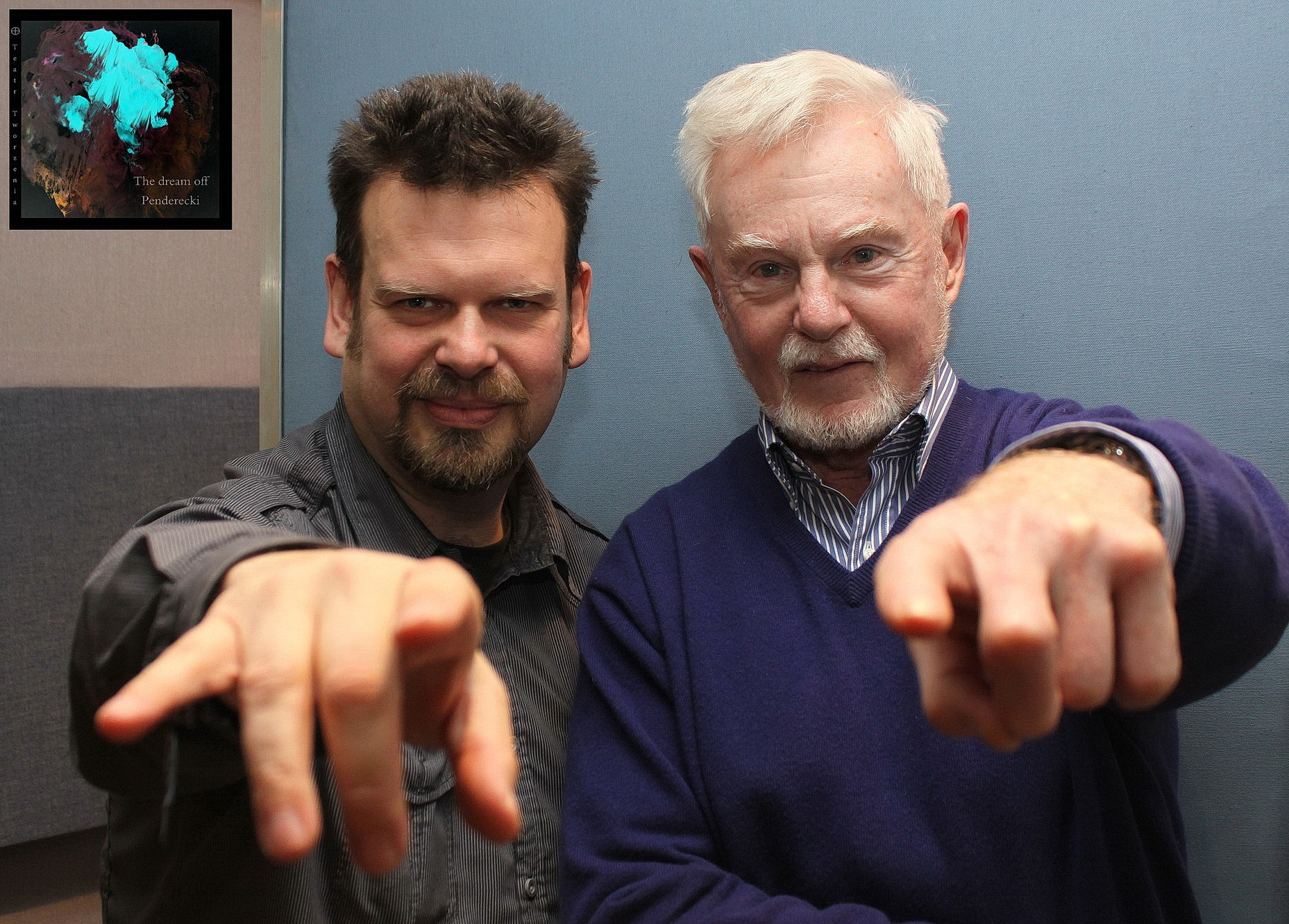
J. Pijarowski et Derek Jacobi pendant la session d'enregistrement The dream Off Penderecki (pl). (2013)
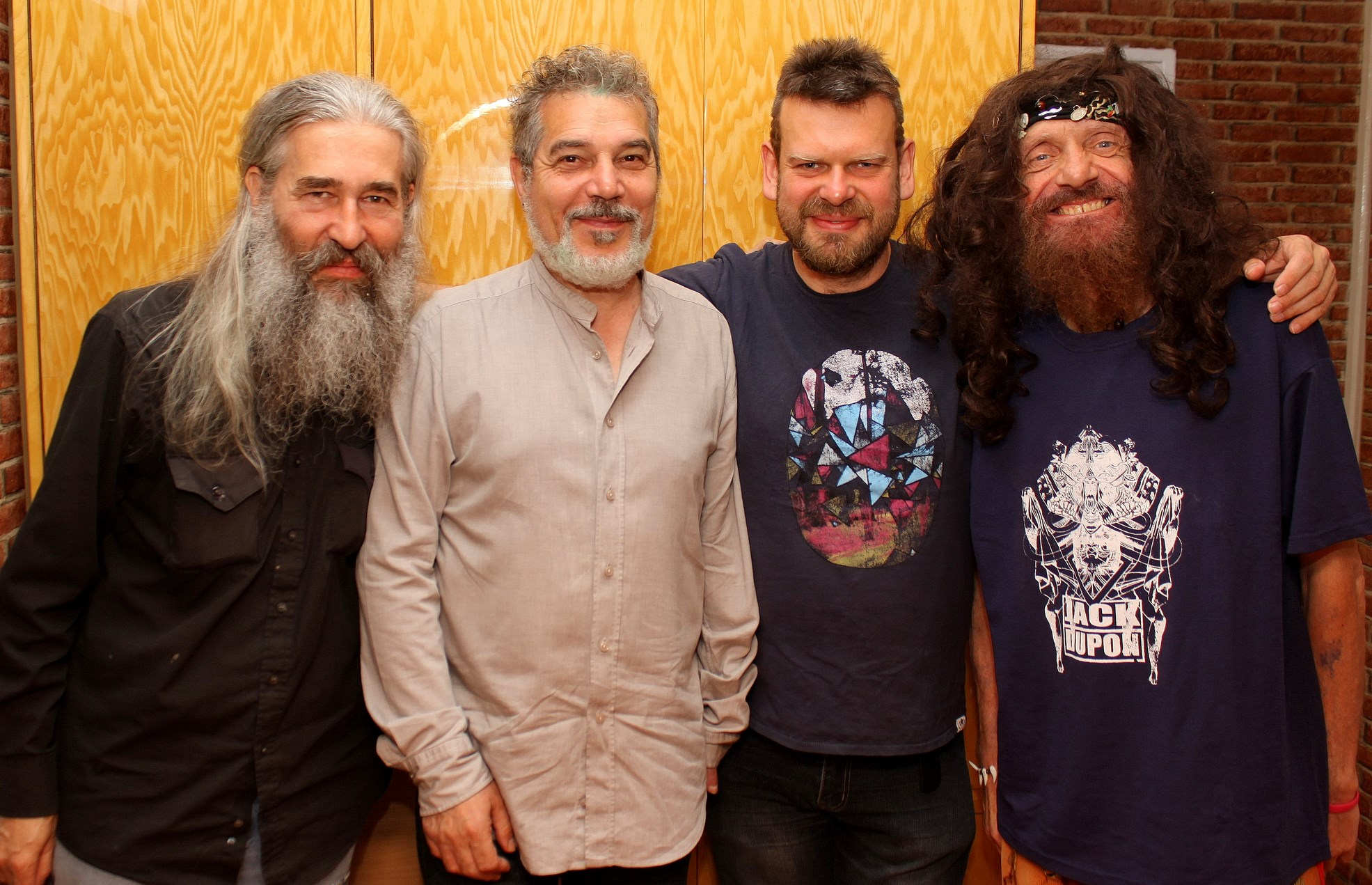
A. Dudek-Dürer, Jorgos Skolias, J. Pijarowski, Władysław Komendarek avant le concert. (2014)
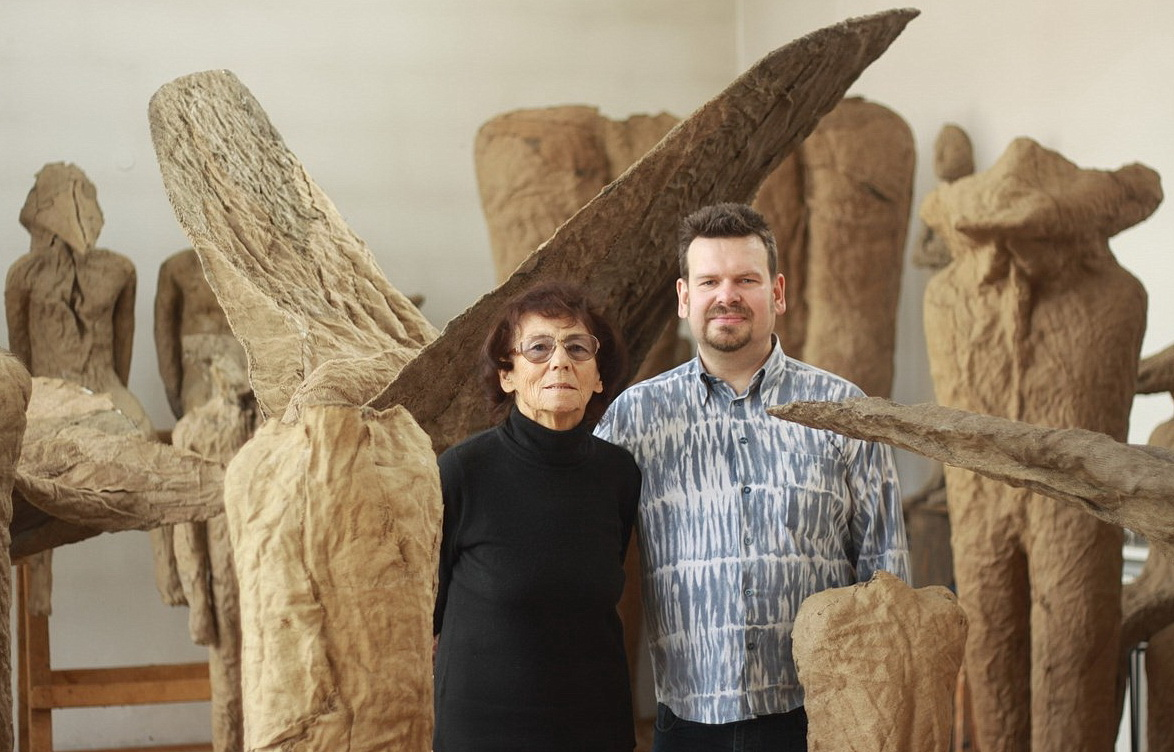
Magdalena Abakanowicz et J.Pijarowski lors d'une séance photo avant l’exposition.
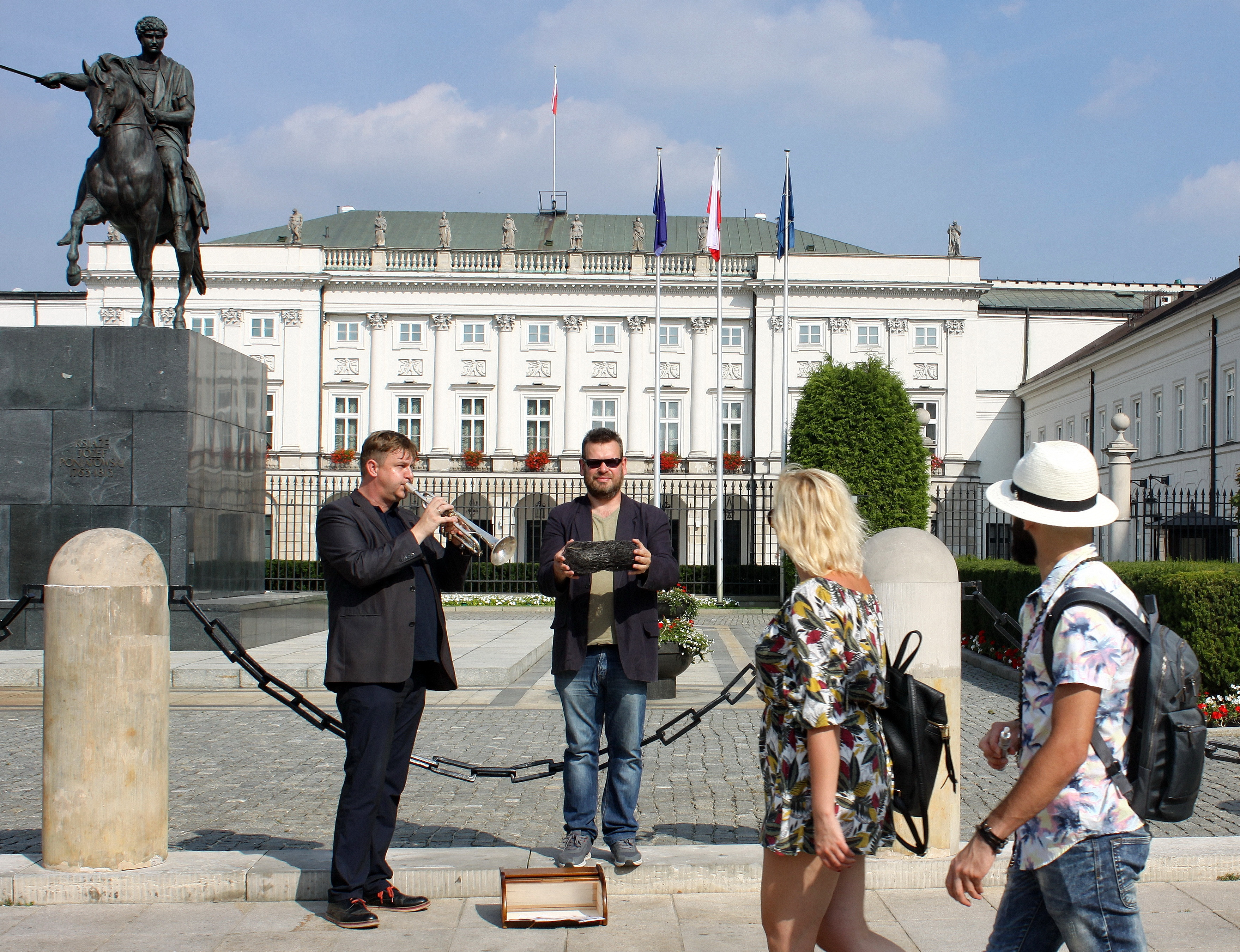
J. Marszałek et J. Pijarowski performance avant Palais présidentiel - Varsovie Pologne. (2015)